# コソの点火プラグ

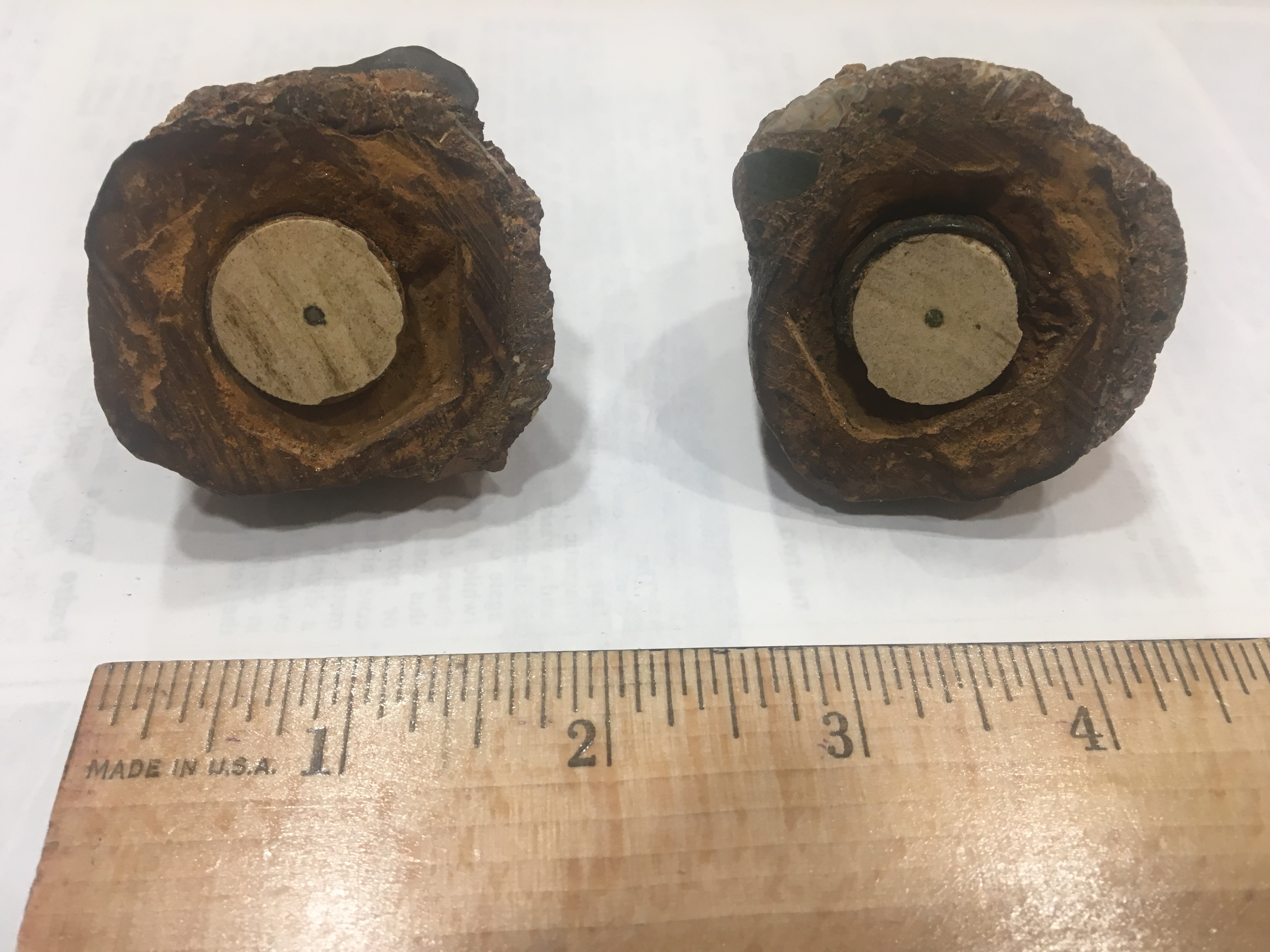
コソの点火プラグ

コソの点火プラグ（コソのてんかプラグ）とは、1961年2月13日にアメリカのカリフォルニア州オランチャ (Olancha) から北東に10 kmほど離れた、コソ山脈 (Coso Range) で発見された点火プラグである。コソ加工物と呼称される場合が多い。
この点火プラグがオーパーツとして紹介される場合、プラグを覆っていた石化した土を地質学者が鑑定を行ったところ50万年前という鑑定結果が出された、と言われることが多い。
2000年6月に懐疑主義団体「パシフィック・ノースウェスト・スケプティクス」のピエール・ストロンバーグとポール・ハインリッヒが発表したところによると、アメリカ点火プラグコレクター協会会長、同協会副会長、コレクター、点火プラグ私立博物館館長、の全米を代表する点火プラグコレクター4名が「コソ加工物」をX線写真をもとに鑑定した結果「1920年代にアメリカのチャンピオン社によって造られた点火プラグに間違いない」、とメーカー名まで一致した鑑定結果が出されている。1920年代にコソ山脈周辺は採鉱されており、出入りしていた作業車両のT型フォードのエンジンに当該の点火プラグが使われていた可能性がある。

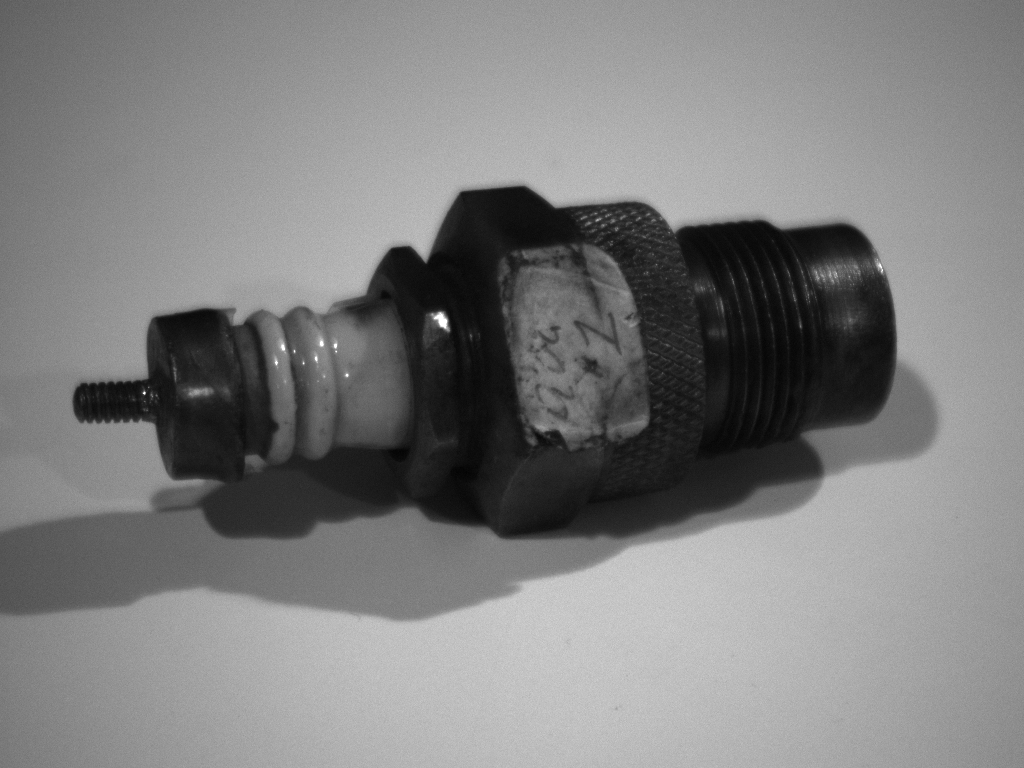
1920年代のチャンピオン社製の点火プラグ

「ある地質学者が鑑定を行ったところ50万年前という鑑定結果が出た」話は、発見者の一人であるヴァージニア・マクシー (Virginia Maxey) が言っているだけで、その地質学者が誰であるか分からないなど、証拠となるものが何もなく、著しく信憑性に欠ける。晶洞石（ジオード）の中から発見されたとされる場合もあるが、晶洞石の特徴とは全く異なっており、「実際は点火プラグを核に泥の塊になっていただけだ」との指摘もある。1963年に博物館で3か月間展示されたり、「国際フォーティアン協会」(Fortean Society) による調査が行われたことはあるが、学術的な調査は一度もされていなかった。
スミソニアン博物館などがこれを引き取ることを検討していたが、所有者が「2万5000ドル出さなければ手放さない」と主張したため、施設に引き取られることはなかった。
プラグの実物はのちに所在不明になったとされていたが、2018年4月12日にピエール・ストロンバーグの元に発見者の家族から手紙が届き、家族が実物を保管していることが判明した。プラグの学術的な調査を依頼してきたため、同年7月にワシントン大学の地質学者が調査し、やはりチャンピオン社の点火プラグであると結論付けられた。